# Eoin Jess
Eoin Jess (* 13. Dezember 1970 in Portsoy) ist ein ehemaliger schottischer Fußballspieler.

## Sportlicher Werdegang
Jess wechselte 1984 in den Jugendbereich der Glasgow Rangers, konnte sich aber dort nicht durchsetzen und ging 1987 zurück in seine Heimat zum FC Aberdeen. Am Ende der Spielzeit 1988/89 debütierte er für den Klub in der Scottish Football League Premier Division, als die Mannschaft hinter den Rangers Vizemeister wurde. Unter dem Trainerduo Jocky Scott und Alex Smith etablierte er sich in der Folge als Stammspieler und gewann durch einen 2:1-Erfolg nach Verlängerung über die Rangers im Endspiel um den Scottish League Cup 1989/90 – Paul Mason glänzte als Doppeltorschütze bei einem Gegentreffer von Mark Walters – im Oktober 1989 seinen ersten Titel. Erneut wurde er am Saisonende Vizemeister, im Endspiel um den Scottish FA Cup 1989/90 saß er beim Triumph im Elfmeterschießen über Celtic Glasgow nur auf der Ersatzbank.
Gemeinsam mit Hans Gillhaus bildete er in der Spielzeit 1990/91 die torgefährliche Offensive, die den Klub bis zum vorletzten Spieltag an die Tabellenspitze führte. Im direkten Duell mit den Rangers am letzten Spieltag zog der Glasgower Konkurrent durch einen 2:0-Erfolg nach einem Doppelpack von Mark Hateley vorbei. Er wurde jedoch als PFA Scotland Young Player of the Year ausgezeichnet. Auch in der folgenden Saison wurde er dreimal Vize hinter Triplegewinner Rangers: in der Meisterschaft, im Scottish FA Cup 1992/93 nach einer 1:2-Niederlage sowie im Scottish League Cup 1992/93 nach einer 1:2-Finalniederlage nach Verlängerung. Dennoch war der Verein damit im Europapokal der Pokalsieger 1993/94 vertreten, wo er bereits in der zweiten Runde an Torino Calcio scheiterte. Dennoch hatte er bis dahin fünf Tore im Wettbewerb geschossen, so dass er gemeinsam mit Ulf Kirsten (Bayer 04 Leverkusen), Alon Mizrahi (Maccabi Haifa) und Iwajlo Andonow (ZSKA Sofia) Torschützenkönig wurde. Im Scottish League Cup 1995/96 holte er nach Treffern von Duncan Shearer und Billy Dodds zu einem 2:0-Sieg über den FC Dundee erneut einen Titel.
Im Sommer 1996 wechselte Jess in die englische Premier League zu Coventry City, war aber unter Ron Atkinson sowie dessen Nachfolger Gordon Strachan meistens nur zweite Wahl. Daher kehrte er nach nur einem Jahr zum FC Aberdeen zurück, wo er in den Endspielen um den Scottish League Cup 1999/2000 gegen Celtic Glasgow sowie den Scottish FA Cup 1999/2000 gegen die Glasgow Rangers jeweils einen erneuten Titelgewinn verpasste. Im folgenden Jahr wurde er von Cheftrainer Ebbe Skovdahl aussortiert und verließ den Klub zunächst auf Leihbasis zum englischen Klub Bradford City, dem er sich im Sommer 2001 trotz Abstiegs aus der Premier League ablösefrei anschloss. Nach dem Zusammenbruch von ITV Digital im Sommer 2002 musste der in finanzielle Probleme kommende Klub ihn verkaufen, im August schloss er sich dem Ligakonkurrenten Nottingham Forest an. Am Ende der Zweitliga-Saison 2004/05 verpasste er mit dem Klub den Klassenerhalt, damit endete sein Vertragsverhältnis. Er schloss sich daraufhin Northampton Town an, wo er 2007 seine Karriere beendete.
Nachdem Jess mit der schottischen U-21-Nationalmannschaft das gegen Schweden verlorene Semifinale der U-21-Europameisterschaft 1992 erreicht hatte, debütierte er im November 1992 in der A-Nationalmannschaft. Bis zur letzten Berufung 1999 im Rahmen der Qualifikation zur Europameisterschaft 2000 lief er in 18 Länderspielen auf, dabei gehörte er bei der Europameisterschaft 1996 zum Kader und kam zu einem Turniereinsatz.